# Gaziantep
Gaziantep är en av de största städerna i Turkiet, och är den administrativa huvudorten för provinsen Gaziantep. Storstadskommunen administrerar tre distrikt (Oğuzeli, Şahinbey och Şehitkamil) med totalt 1 451 375 invånare i slutet av 2011, varav 1 376 352 invånare bodde i själva centralorten.
Staden hette tidigare, och kallas stundom fortfarande, endast Antep, av det bysantinska Aintab; det nuvarande namnet är format med tillägget 'gazi'.
Ett par mil norr om staden ligger ruinerna efter den forna staden Doliche. 

## Sport

### Fotboll
- Gaziantepspor
- Gaziantep FK